# Reema Abdo
Reema Abdo, née le 19 mars 1963 à Aden (Yémen), est une nageuse canadienne.

## Biographie
Aux Jeux olympiques d'été de 1984 à Los Angeles, Reema Abdo remporte la médaille de bronze à l'issue de la finale du relais 4 × 100 m 4 nages en compagnie de Pamela Rai, Michelle MacPherson et Anne Ottenbrite.